# 3048 Гуанчжоу
3048 Гуанчжоу (3048 Guangzhou) — астероїд головного поясу, відкритий 8 жовтня 1964 року.
Тіссеранів параметр щодо Юпітера — 3,512.